# Mohammad Kismat Hashem
Mohammad Kismat Hashem était un officier de l'armée bangladaise qui a été condamné pour son rôle dans le Jail Killing Day, suivant l'assassinat du Sheikh Mujibur Rahman, le président du Bangladesh, en 1975.

## Carrière
Quelques officiers de l'armée bangladaise étaient insatisfaits du gouvernement de la Ligue Awami du Bangladesh et du président Sheikh Mujibur Rahman. Mohammad Kismat Hashem était à une réunion des officiers de l'armée au centre du 2e Régiment d'Artillerie de campagne qui était commandé par le Major Khandaker Abdur Rashid et le Major Syed Faruque Rahman. Les officiers réunis ont été informés par Syed Faruque Rahman du plan d'expulsion de Sheikh Mujibur Rahman. Le 15 août 1975, Sheikh Mujibur Rahman a été tué par les officiers de l'armée avec vingt-deux membres de sa famille. Khondaker Mostaq Ahmad a été nommé président par les officiers de l'armée.
Mohammad Kismat Hashem a quitté le Bangladesh le 3 novembre 1975 après l'assassinat en prison de AHM Qamaruzzaman, ancien ministre de l'Intérieur, M. Mansur Ali, ancien ministre des Finances, Tajuddin Ahmad, ancien Premier ministre du Bangladesh, et Syed Nazrul Islam, ancien président intérimaire du Bangladesh. Ils ont été emprisonnés à la prison centrale de Dhaka après le coup d'État du 15 août 1975 au Bangladesh et l'assassinat du Sheikh Mujibur Rahman et de sa famille,. Il a été nommé à un poste diplomatique à Ottawa, au Canada, par le gouvernement du général Ziaur Rahman. Lui et les autres officiers de l'armée ont été protégés des poursuites judiciaires par l'adoption de l'ordonnance d'indemnisation par Khondaker Mostaq Ahmad . Le 18 août 1986, l'ordonnance a été abrogée après l'élection de la Ligue Awami du Bangladesh au pouvoir.
Le 15 octobre 1998, la police bangladaise l'a inculpé, avec vingt-deux autres personnes, dans l'affaire du Jail Killing Day (meurtres en prison). Le 20 octobre 2004, il a été condamné à la prison à vie par le tribunal de première instance. Le 29 août 2008, la Haute Cour du Bangladesh a rendu son verdict sur les appels interjetés contre le verdict du tribunal de première instance. Le tribunal a maintenu sa condamnation, prononcée par le tribunal de première instance, car il était l'un des huit condamnés qui n'ont pas déposé de plainte auprès de la Haute Cour,.
Le 8 novembre 1998, le juge Golam Rasul du tribunal de Dhaka a condamné Mohammad Kismat Hashem et quatorze autres personnes dans l'affaire de l'assassinat du Sheikh Mujibur Rahman. Le 14 décembre 2000, Mohammad Kismat Hashem a été condamné pour son rôle l'assassinat du Sheikh Mujibur Rahman. Après la lecture du verdict, son domicile dans la région de Don Chamber, dans le district de Narayanganj, au Bangladesh, a été attaqué et vandalisé. Shawkat Hashem, son frère et chef du Parti nationaliste bangladais, a porté plainte contre Shamim Osman et 81 autres personnes pour l'attaque de la maison le 14 décembre 2001. 30 avril 2001, le juge Mohammad Fazlul Karim a confirmé la condamnation de Mohammad Kismat Hashem dans cette affaire.

## Mort
Mohammad Kismat Hashem est mort le 26 mars 2015 à Montréal, au Canada.